# 埃维萨
埃维萨（法語：Évisa，法語發音：[eviza]）是法国南科西嘉省的一个市镇，属于阿雅克肖区。

## 地理
埃维萨（42°15'13"N, 8°48'5"E）面积67.28 平方千米，位于法国南科西嘉省，该省份位于科西嘉南部，后者为地中海西部的一座岛屿，也是法国的一个单一领土集体，位于法国大陆部分的东南面，意大利半島的西面，最临近的地块是撒丁岛。
与埃维萨接壤的市镇（或旧市镇、城区）包括：马里尼亚纳、奥塔、塞列拉、阿尔贝塔切。
埃维萨的时区为UTC+01:00、UTC+02:00（夏令时）。

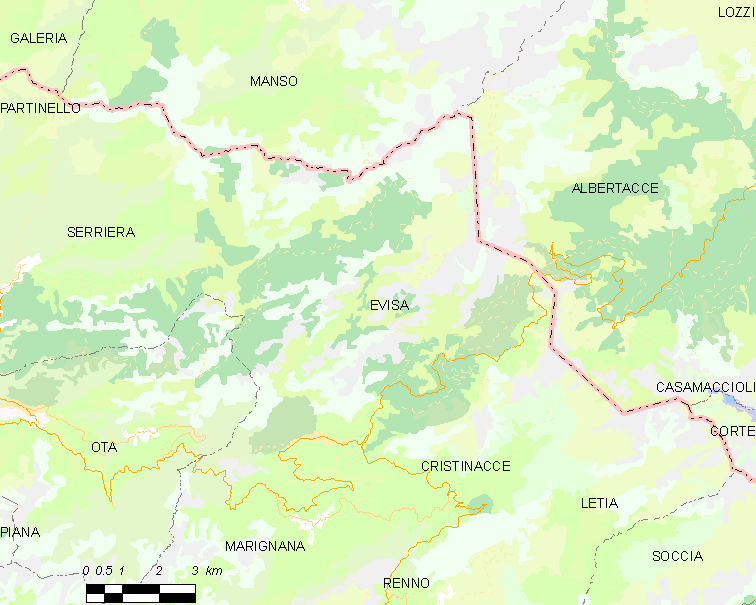
埃维萨的OSM定位图

## 行政
埃维萨的邮政编码为20126，INSEE市镇编码为2A108。

## 政治
埃维萨所属的省级选区为塞维-索鲁-奇纳尔卡县。

## 人口

1962-2008年间埃维萨人口变化图示

埃维萨于2022年1月1日时的人口数量为225人。